# Lotte am Bauhaus
Lotte am Bauhaus ist ein deutscher Fernsehfilm von Gregor Schnitzler aus dem Jahr 2018. In den Hauptrollen sind Alicia von Rittberg, Noah Saavedra und Jörg Hartmann zu sehen. Der in den 1920er Jahren in Weimar und Dessau spielende Film handelt von einer jungen Frau, die am Bauhaus studiert. Die Protagonistin ist im Gegensatz zu den meisten anderen Figuren zwar fiktiv, doch sie ist der Künstlerin Alma Buscher nachempfunden. Der Film wurde am 13. Februar 2019 im Rahmen eines Themenabends zum 100. Geburtstag des Bauhauses im Ersten gezeigt.

## Handlung
Weimar 1920: Die junge Lotte Brendel ist eine begabte Zeichnerin, muss ihr Talent jedoch vor ihrem Vater verheimlichen, der eine Tischlerei führt. Er will, dass sie eine gute Ehefrau und Mutter wird. Eines Tages lernt sie durch einen Zufall Paul Seligmann kennen, einen Studenten am von konservativen Kreisen abgelehnten Bauhaus. Sie bewirbt sich heimlich, weil die berühmte Kunstschule auch Frauen zulässt und zumindest scheinbar auf Gleichberechtigung setzt. Als sie angenommen wird und ihre Eltern davon erfahren, verstoßen sie sie.
Lotte kommt bei Paul unter und die beiden werden ein Liebespaar. Am Bauhaus lernt sie Lehrer wie Walter Gropius, Johannes Itten, Gertrud Grunow und Oskar Schlemmer sowie Mitstudentinnen wie Friedl Dicker und Anni Fleischmann kennen. Lottes Talent wird schnell erkannt, doch auf Druck von oben sollen die Studentinnen sich mit der Weberklasse begnügen, während die anderen Disziplinen aufgrund des klassischen Rollenverständnisses den männlichen Studenten vorbehalten sein sollen. Lotte setzt sich jedoch durch und nimmt an der Tischlerklasse teil. Sie entwirft Holzspielzeug, das sich später zu einem Verkaufsschlager entwickelt, wodurch sie eigenes Geld verdient.
Bei der Einweihung eines Musterhauses im Jahre 1923, das Haus am Horn, bei der unter anderem auch ein von Lotte entworfenes Kinderzimmer und ein von ihr und Paul gemeinsam entworfenes Modell einer Villa ausgestellt wird, interessiert sich ein Fabrikant für Lottes Möbel. Sie wird jedoch von dem Mann nicht ernst genommen, der stattdessen nur mit Paul spricht. Auch als sich ein wohlhabendes Ehepaar aus Potsdam für den Villenentwurf interessiert, wird Lotte zunächst nicht wahrgenommen. Doch sie bekommen die Zusage, gemeinsam das Haus zu bauen.
Aufgrund aufkommender nationalkonservativer Strömungen nicht nur in Weimar muss das Bauhaus die Stadt verlassen und zieht 1924 nach Dessau. Paul soll ausführender Architekt des Neubaus werden, was die Pläne des jungen Paares, in Berlin als gleichberechtigte Partner ein gemeinsames Architekturbüro zu gründen, durchkreuzt. Lotte ist enttäuscht. Als sie feststellt, dass sie von Paul schwanger ist, sieht sie ihre beruflichen Pläne gefährdet. Doch Paul hält zu ihr und die kleine Marie wird geboren. Gemeinsam ziehen sie nach Dessau, wo 1926 das Bauhaus wiedereröffnet.
Nachdem Lotte Paul auf einer Feier im Bauhaus mit einer anderen erwischt und sich von ihm getrennt hat, will sie die Villa alleine bauen. Doch das Potsdamer Ehepaar hat kein Vertrauen in ihre Fähigkeiten als Frau und zieht den Auftrag zurück. Stattdessen soll Walter Gropius die Villa bauen. Als Lotte das erfährt, stellt sie Gropius zur Rede. Der lenkt schließlich ein und lässt sie als ausführende Architektin für sein Büro den Bau betreuen.
Auch mit Paul versöhnt sie sich nach einiger Zeit. Drei Jahre später muss das Bauhaus auf Druck der Nationalsozialisten geschlossen werden. Lotte und Paul fliehen nach Eretz Israel.

## Hintergrund

### Dreharbeiten
Der Film ist eine Koproduktion der UFA Fiction mit der Degeto Film, dem MDR und der tschechischen Mia Film. Die Dreharbeiten fanden von April bis Juni 2018 statt. Gedreht wurde in und um Prag sowie an Originalschauplätzen in Weimar und Dessau.

### Dokumentation
Im Anschluss des Films lief am 13. Februar 2019 die begleitende Dokumentation Bauhausfrauen, Buch und Regie Susanne Radelhof. Produktion Maria Wischnewski/Koberstein Film. Deutschland 2019.

## Rezeption

### Einschaltquote
Der Film wurde von 4,19 Millionen Menschen gesehen, was einem Marktanteil von 13,4 % entsprach. In der Gruppe der 14- bis 49-Jährigen waren es 0,63 Millionen und ein Marktanteil von 6,4 %. Die anschließende Dokumentation wurde von 2,98 Millionen Zuschauern gesehen und hatte damit einen Marktanteil von 11,3 % bzw. 0,41 Millionen und 4,9 % bei den 14- bis 49-Jährigen.

### Kritiken
Lotte am Bauhaus erhielt eher gemischte bis negative Kritiken. So meint Hannah Pilarczyk auf Spiegel Online, dass der Film „vor lauter Kitsch und Pseudo-Feminismus sein eigenes Ziel untergräbt: den Frauen am Bauhaus ein angemessenes Denkmal zu setzen“, und führt weiter aus, dieser „Verkitschungsbefehl habe hier eine besonders perfide Qualität. Produziert wurde Lotte am Bauhaus nämlich von der Ufa Fiction. Während das Bauhaus 1933 auf Druck der Nazis geschlossen wurde, schaltete die Ufa im selben Jahr von Avantgarde auf Propaganda um.“
Hans Hoff und Gerhard Matzig loben in der Süddeutschen Zeitung Gregor Schnitzler für seine „bemerkenswerte Regie“ und die „eindringlich feinnervig und suggestiv bebilderte Erzählung“ sowie die Darsteller Alicia von Rittberg für ihre „eindrucksvoll gespielte Bauhausschülerin“ und Jörg Hartmann, „der grandios einen zwei- bis dreigesichtigen Gropius spielt“. Allerdings kritisieren sie, dass das Bauhaus „zum ästhetischen Rahmen, zum Beistück, zur Historie ... und leider auch zur Folklore“ gerät.
Kristian Teetz vom Redaktionsnetzwerk Deutschland hält den Film für „wenig modern und konventionell erzählt“, meint, die Liebesgeschichte zwischen Lotte und Paul sei „mit bekannten Zutaten zusammengerührt“ und fragt sich, „warum sich die Verantwortlichen nicht für ein reines Dokudrama, sondern eine unentschiedene Mischung aus Fakten und Fiktion entschieden haben“.

### Auszeichnungen und Nominierungen
Der Film gewann bei den Seoul International Drama Awards 2019 in den Kategorien Bester Fernsehfilm und Beste Schauspielerin (Alicia von Rittberg).